# Eco (singolo)
Eco è un singolo della cantautrice italiana Joan Thiele, pubblicato il 12 febbraio 2025 come secondo estratto dal secondo album in studio Joanita.
Il brano è stato presentato in gara durante la 75ª edizione del Festival di Sanremo, dove si è classificato al ventesimo posto al termine della manifestazione.

## Antefatti e descrizione
Il brano, scritto dalla stessa cantautrice e dedicato a suo fratello, è prodotto dalla stessa Thiele con Emanuele Triglia e Simone Benussi, in arte Mace. Esso, avendo segnato la prima partecipazione dell'artista al Festival di Sanremo, è stato descritto in un'intervista in conferenza stampa:

## Promozione
Dopo la conferma della cantautrice tra i big in gara al Festival di Sanremo 2025, annunciata da Carlo Conti al TG1 il 1º dicembre 2024, il titolo del brano è stato rivelato il 18 dicembre nel corso della finale della diciottesima edizione del concorso canoro Sanremo Giovani.

## Video musicale
Il video musicale, diretto da Roberto Ortu, è stato pubblicato in concomitanza all'uscita del brano attraverso il canale YouTube della cantautrice.

## Tracce
Testi di Alessandra Joan Thiele, musiche di Alessandra Joan Thiele, Federica Abbate, Emanuele Triglia e Simone Benussi.
Download digitale, streaming
1. Eco – 3:14

7"
- Lato A

1. Eco

- Lato B

1. Veleno

## Formazione
- Alessandra Joan Thiele – voce, chitarra, produzione
- Emanuele Triglia – produzione
- Simone "Mace" Benussi – produzione

## Classifiche
| Classifica (2025) | Posizione massima |
| ----------------- | ----------------- |
| Italia            | 30                |

## Date di pubblicazione
| Paese  | Data             | Formato                      | Etichetta              | Nota   |
| ------ | ---------------- | ---------------------------- | ---------------------- | ------ |
| Mondo  | 12 febbraio 2025 | Download digitale, streaming | Numero Uno, Sony Italy | [ 24 ] |
| Italia | 12 febbraio 2025 | Contemporary hit radio       | Sony Italy             | [ 4 ]  |
| Italia | 14 febbraio 2025 | 7"                           | Sony Italy             | [ 25 ] |